# Jel
A jelekkel foglalkozó tudomány meghatározása szerint a jel a valóság egy olyan, érzékszerveinkkel felfogható (látható, tapintható, hallható) darabja, jelensége, amely az (emberi vagy állati, vagy egyéb) elme vagy értelem számára egy másik valóságdarabra, jelenségre utal (Georg Klaus megállapítása).
Azt a valóságdarabot, tárgyat, ami jelként egy másik tárgyra utal, a jel “jeltestének”, míg azt a valóságdarabot vagy tárgyat, amelyre a jeltest utal, a jel “jelöletének” (denotátumának) vagy '“jelentésének” nevezik (a jelentés szó manapság azonban inkább egy másik, lentebb leírt értelemben használatos). E kifejezésmód használatakor figyeljünk arra, hogy a „jel” szót itt már az előbbi definícióbelinél tágabb értelemben használt: ott csak a jeltestet jelentette, itt már a jeltest és a jelölet sajátos viszonyát vagy együttesét.
A jel legtöbb meghatározása összhangban van a következő nagyon általános megállapítással: A jelölő (jeltest) az a jelenség, dolog, ami valami mást a jelöltet (a jel tárgyát) valamilyen szabály szerint helyettesíti, reprezentálja. A jelölő, a jelölt és az összekapcsoló szabály együtt alkotják a jelet. Ebben a felfogásban a jel egy reláció, amelynek konkrét tartalma rendkívül sokféle lehet.
A jelet mint mesterségesen teremtett vagy manipulált valóságdarabot, a jeltest által megjelölt jelölet (és/vagy jelentés), információ képzésére, tárolására, átalakítására és továbbítására használják (L. O. Reznyikov).

## A jel (inter)szubjektivitása

### A jelölet azonosításának interszubjektivitása
Fontos tehát, hogy végül is szubjektív dolog, mi számít jelnek. Azaz alapjában véve mindig a jelet észlelő lény vagy értelem szempontjából nevezhető jelnek valami (az „utal” szó így értelmezhető a legegyszerűbben), ha számára a valóság egy darabja jelentőséggel bír. Ebből azonban nem következik, hogy egy adott jel, ami valaki számára valamit jelent, másvalaki számára szükségképpen másvalamit jelentsen (azaz a „szubjektív” szót egy kicsit tágabban kell értelmezni, mint szokásos). Hiszen megállapodhatunk abban, hogy bizonyos jelek mindenki számára ugyanazt jelentsék.
Az állatvilágban is kialakulhat ilyen „közmegegyezés” (ha egy adott jelre való adott válasz evolúciós előnyt jelent, akkor az ezt a választ adó viselkedésforma és génrendszer szaporodni és terjedni fog, és előbb-utóbb, generációk múltán a faj nagyszámú egyede fogja ugyanazt a viselkedésformát adni ugyanarra a jelre, azaz „ugyanúgy érti” azt a jelet). Az emberek között ilyen közmegegyezés kialakítása sokkal könnyebb, hiszen a beszélt és írott nyelvek (maguk is jelrendszerek) ezt jelentős mértékben segítik. Eszerint megkülönböztethető az állati és emberi jelképzés vagy jelmegértés, ez a szignalizáció, illetve az olyan jelképzés vagy jelmegértés, amely csak az emberre jellemző, ez a szignifikáció (Lev Szemjonovics Vigotszkij).
Ezt is figyelembe véve, sok jel (elsősorban pontosan a közmegegyezésen alapuló, ún. szimbólumok esetében) pontosabb a jelek szubjektivitása helyett azok interszubjektivitásáról beszélni. Noha vannak olyan jelek is, melyek nem interszubjektívek, csak szubjektívek (például személyes emlékeket kiváltó, azokra utaló benyomások, jelenségek).

### A jeltest (jelrealizáció) azonosításának interszubjektivitása
A fenti definíciót pontosítani kell. A jeleket „valóságdarabnak” definiáltuk. Ez nem mindig egy konkrét valóságos jelenséget, hanem azok egy egész csoportját is jelölheti, amennyiben
1. ezek jelölete is mindig ugyanaz; továbbá
2. abban is megállapodunk, hogy a jeltestet is „ugyanolyannak” tekintjük.

Példa: amikor kimondjuk például az „á” hangot, akkor ezzel fizikai rezgéseket keltünk, melyek a levegőben terjednek, és e rezgés kétségkívül a valóság egy darabja, mely a hallgatója számára egy másik valóságdarabra vagy jelenségre utal (például arra,  hogy a beszélő tagad valamit: „á, ez nem is igaz …”). Ha fél perc múlva a beszélő megint tagad valamit, és megint ezt a hangot hallatja, akkor noha esetleg mélyeben vagy magasabban ejti, még „á” hangnak ismerjük fel, és szintén azonosíthatjuk a tagadás jeleként. Viszont mint valóságdarab (rezgés), az első „á” jel semmiképp sem azonos a másodikkal. Jelnek a fenti definíció értelmében mindkét „á” vehető, de semmiképp sem azonos jelnek. Csak megállapodás és a használat kontextusa által felvetett egyéb kérdésekre adott válaszok függvénye, hogy „ugyanaz” vagy „nem ugyanaz” a jel-e. Az „á” hangra mint különböző időpontokban előfordult rezgések egész sokaságára a „jel” terminus helyett egy másikat kellene bevezetni (például a jel-absztrakció, jelkategória vagy hasonló kifejezést; ettől szokás eltekinteni). Általában az effajta „ugyanolyannak” elismert elemekből álló jelsokaságokat is jelnek szokás nevezni, sőt inkább ezt nevezzük jelnek. Az effajta sokaságok egyes elemeire, a definíciónak megfelelően jelnek nevezhető dolgokra, ha a megkülönböztetés feltétlenül szükséges, néha azt mondjuk, a jel(sokaság) egy realizációja vagy előfordulása. Tehát előfordul, hogy fizikailag különböző, megkülönböztethető jelek (ti. jelrealizációk) azonos dolgokat neveznek meg: nem mindig igaz, hogy két fizikailag különböző jel különböző dologra utal. Tehát különböző (illetve aképp realizálódó) jelek is utalhatnak egyazon dologra, példa erre egyazon jel két realizációja.

## Fajtái

### A jel és jelölt „közelsége” alapján
A szemiotikában Charles Sanders Peirce nyomán meg szokás különböztetni a jelek (szignálok, szignatúrák) három típusát: az indexet, az ikont, és a szimbólumot, a jel (jeltest: ami jelöl) és jelölt (amit a jeltest jelöl) kapcsolatának szorossága szerint.
- A jel\index jelteste szorosabb-lazább fizikai kapcsolatban áll a jelölttel: például index egy állat lábnyoma, egy 50 kilométerre lévő vulkán torkából előgomolygó 15 km magasságú füstoszlop, a prérikutya kígyót kiáltó ugatása stb.
- A jel\ikon teste nincs fizikai kapcsolatban a jelölttel, de hasonlít rá, például hieroglifák, piktogramok, római számjelek, ide tartoznak még a hangutánzó szavak.
- A jel\szimbólum teste nincs fizikai kapcsolatban a jelölttel, és nem is hasonlít rá. Ilyen az összes hangjelölésre épülő nyelv legtöbb szava (a hangutánzóak kivételével), az összes betű, az arab számjelek stb.

Így a nyelv legtöbb jele, minthogy szimbólumnak tekinthető, „testileg” semmi kapcsolatban nincs a jelölttel.
A Peirce-től eredő felosztást Jerome Bruner alkalmazta saját fejlődéslélektani elméletének megalkotására (Bruner reprezentációs elmélete).

### A jel eredete alapján
Beszélünk eszerint természetes jelekről vagy szimptómákról, illetve mesterséges jelekről vagy szignálokról. A mesterséges jeleken, szignálokon belül különös szerepe van a nemzeti vagy etnikai jellegű és az emberiség története során kialakuló természetes nyelveknek (anyanyelv), illetve a speciális célokra kialakított mesterséges nyelveknek.

### A jelölő és a jelölt közötti kapcsolat alapján[1]
- ok és okozat
- együttes előfordulás, együtt járás
- hasonlóság, „olyan mint” viszony
- szerkezeti azonosság; egész és rész viszony
- konvenció, jelentés

## Jelhasználat nem humán fajoknál
A 20. század etiológiája meg volt róla  győződve, hogy  az állati kommunikatív viselkedés szigorúan ingerfüggő. Mára ez a kép jelentősen megváltozott – noha az állati jelhasználat és az emberi nyelvhasználat közötti alapvető különbségek nem mosódtak el. Számos fajnál például azt látjuk, hogy viszonylag komplex megismerőfolyamatok állhatnak amögött, hogy milyen körülmények között alkalmaz egy jelet (például finoman meg tudja különböztetni az élelem vagy a ragadozók fajtáit vagy mennyiségét, esetenként figyelembe veszi a fajtársak jelenlétét vagy állapotát) – ám továbbra is úgy tűnik, az állati jelzések nagy többségükben aktuálisan jelen lévő dolgokra vonatkoznak, azaz, noha nem tekinthetőek reflexesnek, az aktuális ingerkörnyezet erősen korlátozza őket. Például a cerkófok néha becsapják egymást, s ragadozóra utaló jelet hallatnak akkor is, ha nincs ott a ragadozó – más példát azonban nem ismerünk viszonylag komplex jelhasználatukból arra, hogy valamilyen jelen nem lévő objektumra vagy eseményre referálnának.
Azt is jól látják ma a kutatók, hogy – legalábbis egyes fajoknál – a jelek reprezentációi is viszonylag absztraktak lehetnek.
Összességében tehát ma már nem látjuk helyesnek azt a korábbi képet, hogy az állati jelhasználat tulajdonképpen reflexes jellegű, míg az emberi nyelvhasználat mögött igen komplex kognitív folyamatok állnak. Ma azt gondoljuk, hogy az állati jelhasználat is kognitív tevékenység, legalábbis a magasabb rendű fajoknál. Emellett azonban úgy látjuk, hogy míg az emberi nyelvhasználat igen kevéssé ingerfüggő és kevéssé modalitáskötött, addig az állati jelhasználat meglehetősen erősen determinált a környezet által, és erősen modalitáskötött.